# 삼성 갤럭시 A30s
삼성 갤럭시 A30s(Samsung Galaxy A30s)는 삼성전자가 2019년에 출시한 스마트폰이다.
25 MP 메인 카메라를 갖춘 듀얼 카메라 구성으로 되어 있으며, 6.4인치 HD+ 인피니티 V 디스플레이, 4000 mAh Li-Po 배터리를 장착하고 있다.